# 藤原頼通
藤原 頼通（ふじわら の よりみち）は、平安時代中期から後期にかけての公卿、歌人。藤原北家、摂政太政大臣藤原道長の長男。官位は従一位、摂政、関白、太政大臣、准三宮。
父道長から若くして後一条天皇の摂政を譲られ、その後見を受ける。父の死後は朝政の第一人者として後朱雀天皇、後冷泉天皇の治世にて、関白を50年の長きに亘って務め、父道長と共に藤原氏の全盛時代を築いた。現代に残るその栄華の象徴が頼通が造営した平等院鳳凰堂である。
しかし天皇の后にした娘が男子に恵まれなかったばかりか、刀伊の入寇、平忠常の乱、前九年の役など戦乱が相次ぐなど、朝廷の内外からそれまでの絶対的な権力体制を揺さぶられる事態が生じた。それに加えて晩年には頼通と疎遠な後三条天皇が即位したこともあり、摂関家の権勢は衰退へ向かい、やがて院政と武士が台頭する時代へと移ることになる。

## 生涯

### 道長存命時
一条天皇の下で内覧左大臣として朝政を主導し、権勢を振るった父道長には、左大臣源雅信の娘倫子と安和の変で失脚した左大臣源高明の娘明子の二人の室がいた。正室とみなされた倫子の子として頼通と教通は、明子の子の頼宗、能信らより昇進の面で優遇された。また姉妹らも倫子の子が皇妃とされた。
長徳4年（998年）童殿上、長保5年（1003年）12歳で内大臣藤原公季の加冠により元服し頼通と名乗り、正五位下に叙せられる。寛弘3年（1006年）、15歳にして従三位に叙せられ公卿に列した。累進して長和2年（1013年）に権大納言に任ぜられる。
具平親王（村上天皇の第七皇子）から娘隆姫女王を室にさせたいとの申し入れに、道長はこの高貴な姫と頼通の縁談を「男は妻がらなり」（男性こそ妻の家柄が重要だ）と言って喜んだ。美女で文才もあった隆姫は頼通と仲睦まじかったが、子に恵まれなかった。一条天皇の跡を継いだ三条天皇に対し、失明寸前の眼病を患った際にしきりと東宮敦成親王（一条天皇の第二皇子でのちの後一条天皇。生母は道長の長女彰子）への譲位を迫っていたため確執を生んでいた父の道長は、天皇からも反発され譲位に応じてもらえなかった。『栄花物語』によると、道長を懐柔すべく頼通への皇女禔子内親王の降嫁を申し出た天皇に道長は同意したが、隆姫のみを愛する頼通はこの縁談を憂いた。これに対して「男子がなぜ一人の妻で止まるのか。しかも子がないのだから、広く継嗣を求めよ」と叱咤して無理矢理に縁組みを強いた道長だったが、やがて頼通は重病となってしまう。加持調伏の結果、具平親王の怨霊が出たため、この結婚は沙汰止みになったという。なお、『小右記』（長和4年12月13日条）では藤原伊周の霊が現れたために頼通が病になったとしている。

長和5年（1016年）、結局、道長の圧力に屈した三条天皇が敦成親王に譲位すると、外祖父の道長が摂政となった。翌長和6年（1017年）頼通は内大臣に累進するとともに、父に代わって摂政の宣下を受け藤氏長者も譲られた。このとき僅か26歳であり、史上最年少の摂政だった。同年末には太政大臣に昇進しながら翌年には辞した父は、前摂政として若い頼通を後見することで後継体制を固めた。

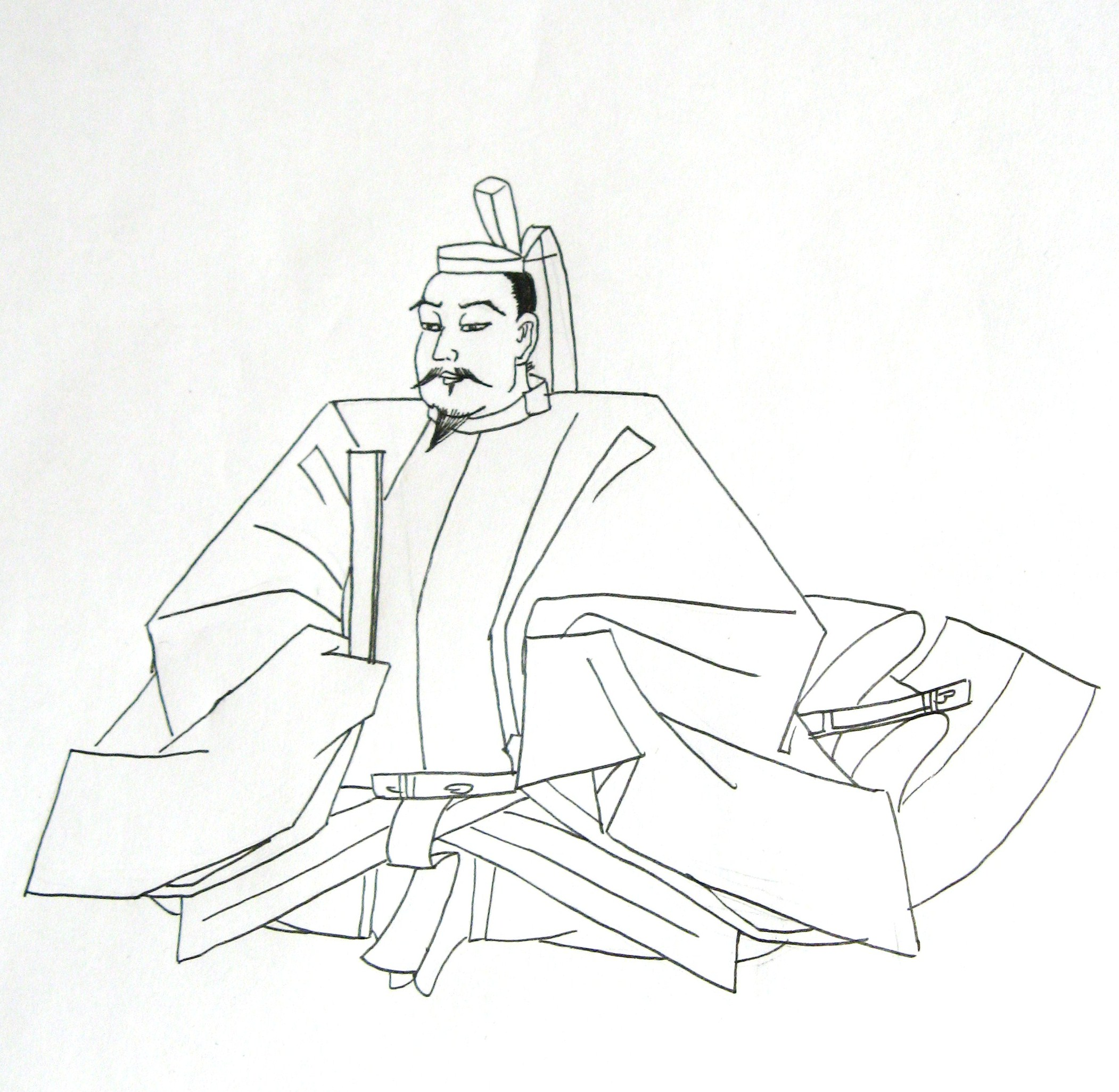
藤原頼通肖像

寛仁3年（1019年）関白となり、治安元年（1021年）に左大臣に転じた。この間、後一条天皇に三女の威子を入内させ中宮となし、また東宮敦良親王（のちの後朱雀天皇）にも入内させた末女の嬉子に親仁親王（後の後冷泉天皇）が授かるなど、父の道長による将来への布石は実を結びつつあった。寛仁3年（1019年）に出家しただけで依然として実権を握りつづける道長には、頼通もその意向に従ってむしろ大事にはその判断を仰いでいる。同年3月末から4月には刀伊の入寇が起こったが、8月末から9月にかけ高麗虜人送使が保護した日本人270人を同行して対馬を訪れた際の対応についても、道長は自らの意見を藤原実資に伝えている。関白であっても公卿らの前で道長から罵倒されることもあったといわれる頼通は、治安3年（1023年）と万寿2年（1025年）に不始末から父より一時勘当の処分を受けている。
頼通は有職故実に通じた当代の学識者だった小野宮流の実資に師事して親交を結び、道長への批判者だった実資もまた頼通には好意を持っていた。

### 道長没後
万寿4年（1027年）父道長が逝去した。その半年後の長元元年（1028年）に関東で平忠常の乱が起こる。その鎮圧には3年を要し、そのため主戦場の房総地方は荒廃した。この乱を鎮圧したのが源頼信であり、これを契機に清和源氏が関東に勢力を持ち、武士が本格的に表舞台に登場するようになる。道長亡きあと、頼通は自立して独自の権力確立に努め、長元2年（1029年）には太政大臣藤原公季の死去に伴い一座となる。
長元9年（1036年）後一条天皇の死去により、同母弟の後朱雀天皇が即位しても、引き続き天皇の外叔父として関白を務めた頼通に、朝廷の権勢は集中した。しかしながら「一家三后」を実現した道長と異なり、子女に恵まれぬ頼通は、やむなく正妻隆姫の縁で敦康親王の娘の嫄子を養女として後朱雀天皇に入内させて皇后（中宮）となした。
後朱雀天皇の妃となった妹の嬉子は、東宮に立てられた親仁親王を生んですぐに死去していたこともあり、別に尊仁親王を生んだ禎子内親王（三条天皇の第三皇女。道長の外孫で頼通の姪だが、疎遠であった）が皇后に立てられていた。頼通が皇子誕生を期待した嫄子は、皇女を生んだのみで死去してしまった。弟の教通も対抗して娘・生子を入内させるが皇子を生むことはなかった。
寛徳2年（1045年）、病に倒れた後朱雀天皇から、親仁の次代の東宮に望まれた尊仁は、道長の曾孫ではあるものの藤原氏を外戚としない親王であった。そこで親仁に男子が誕生した際に皇位継承を巡って紛糾するとの建前で、頼通は東宮を立てるのは時期尚早であると反対した。これに対し、頼通とは反りが合わない異母弟の権大納言能信（源明子の子）は「いま尊仁を立太子させなくていつするのか」と天皇に迫って決意を促し、天皇は尊仁を皇太子に冊立するとの遺命を残して死去した（『愚管抄』『今鏡』）。

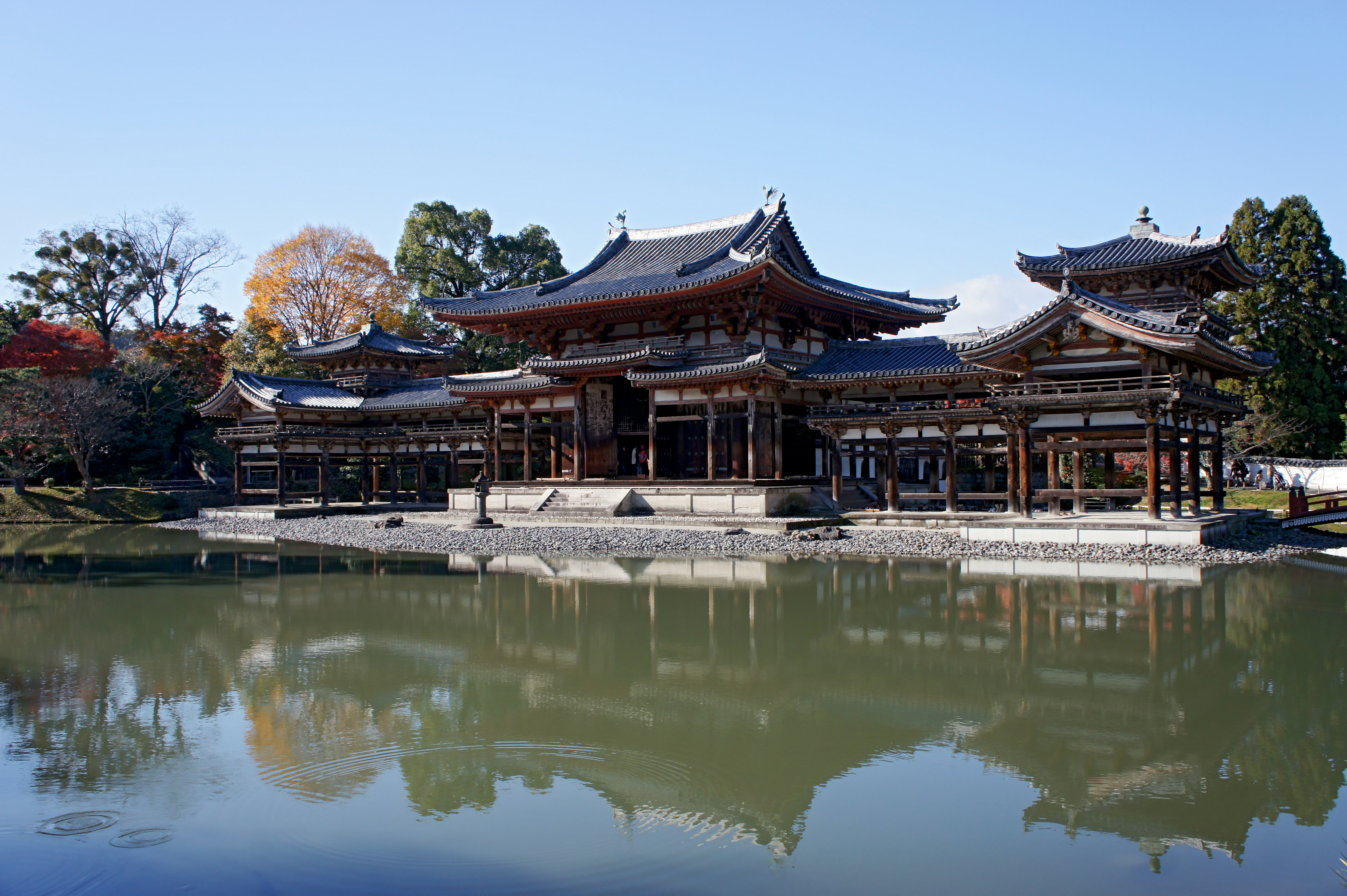
平等院鳳凰堂

こうして親仁の即位（後冷泉天皇）にともない、異母弟の尊仁が皇太子に立てられた。だが頼通は藤原氏との縁の薄い尊仁には協力せず、永承5年（1050年）に一人娘の寛子を後冷泉に入内させ皇后となし皇子誕生に望みを繋いだが、ここでも皇子に恵まれることは無かった。
永承6年（1051年）、陸奥国で前九年の役が勃発する。地方の世情が不安になる中、道長の後継として長年関白を務めた頼通の権勢は表面的には衰えず、御所の傍に巨大な高陽院を造営し、永承7年3月28日（1052年)には道長の別荘であった宇治殿を現代に残る壮麗な平等院鳳凰堂に改修した。
ただ、この頃荘園の増加によって国家財政が危機的状態にあり、その整理が必要とされていた。それら荘園の主たる領主が頼通ら権門であった。頼通は長久元年（1040年）、寛徳2年（1045年）、天喜3年（1055年）に荘園整理令に着手するが、結果的には権門擁護策に終わる（増加の抑制の成果については肯定的な見方もある）。
康平4年（1061年）、70歳になった頼通は太政大臣に任ぜられ位人臣を極めた。翌康平5年（1062年）には父の例にならい太政大臣を1年足らずで辞している。同年には10年以上に渡った前九年の役がようやく終結。治暦3年（1067年）には関白を辞して、准三宮を宣下された。後任の関白には同母弟の教通が任じられた。
治暦4年（1068年）3月、後冷泉天皇が危篤となり、長年冷遇してきた皇太子尊仁親王の即位がもはや避けられないことが明らかになると、頼通は同月23日に致仕の上表を行い、4月16日に勅許された。4月19日に天皇が死ぬと、頼通は宇治に閉居した。

### 晩年
後冷泉天皇の死により、皇太子尊仁親王が即位した（後三条天皇）。新帝は藤原氏とは直接の血縁がなく、35歳と壮年で25年の長い東宮時代を耐えた天皇は意欲的に国家財政の改革に着手し、有名な延久の荘園整理令を出した。藤原氏ら権門の荘園も審査の対象たるを逃れなかった。『愚管抄』は記録所が頼通にも文書提出を求めたとき「そんなものはないので全て没収しても構わない」と答え、頼通の荘園のみ文書の提出を免除されたという話を伝えているが、実際には、頼通の荘園も文書を提出したこと、その審査の過程で規定外の荘園が没収されたことなどが、孫の師通の日記『後二条師通記』に記されている。もっとも、頼通の荘園の中核であった平等院領の9か所については、全く手をつけることが出来なかった。『古事談』では天皇が官使を派遣して平等院領の検注を行うように命じたことを知った頼通は自ら官使を迎える準備をしていたものの、頼通を恐れた官使が誰も宇治に赴かなかったとされている。しかも、後三条天皇の視点においても、後冷泉天皇の死の直前に駆け込みで得たとは言え、平等院領の太政官符、太政官牒の効力を否定することは、太政官符・太政官牒を荘園の公験として扱い、これを持たない荘園を停廃するとした延久の荘園整理令の方針に反するものであった。頼通は表面上は整理令を受け入れつつも、天皇に自己の荘園の中核（平等院領）を認めさせたという点では、頼通が政治的には一矢報いる形となったのである。
延久4年（1072年）4月に出家した。同年12月、後三条天皇は在位4年で皇太子貞仁親王に譲位した（白河天皇）。上皇となり新帝を後見して院政を意図していたとも云われるが、僅か半年ほどで翌年5月に死去した。後三条とは東宮時代から対立した頼通だが、賢主の早世を嘆息したという。
若い頃は長者風の温和な性格だった頼通だが、長年権力を持ち続けると華美な生活を好み権勢に固執するようになったという。『古事談』によると頼通は実子師実に摂関を伝えることを強く望んだが、頼通の次の摂関の職は教通に伝えるべしとの道長の遺言を理由に上東門院（彰子）に拒絶され、やむを得ず教通に譲った。この際、次の摂関は師実に伝えるよう関白となった弟の教通に約束させたが、教通は一向に実行しようとしなかったため「自分は師実が職（摂関）にあることを目にしなければ、冥することができない」と言ったところ、教通は「摂関の任免は叡慮によることで、私の勝手でできることではない」と答え、頼通は酷く恨んだという。
延久6年（1074年）、83歳で死去。摂関政治の全盛期をともに担ってきた姉の上東門院彰子、弟教通も同年から翌年にかけて相次いで死に、白河天皇が譲位した後に開始した院政の時代へと移っていく。
頼通は長年にわたり権力者であった一方で、文化的にも指導的地位にあった。特に和歌に関しては自ら歌人であるとともに、積極的に歌合の開催や歌集の編纂に取り組んだ。なお、頼通作の和歌は『後拾遺和歌集』（1首）以下の勅撰和歌集に14首が入首している。また、当時の例に漏れず頼通も日記を書いていた。しかし、弟の教通・頼宗の日記と同じく散逸して現在に伝わっておらず、ごく一部が『院号定部類記』『改元部類』『園太暦』に「宇治殿御記」「槐記」として逸文が収められている。

## 官歴
※日付＝旧暦
| 年紀                               | 年齢 | 事歴 |
| ---------------------------------- | ---- | --- |
| 長保5年（1003年）                  | 12歳 | 2月20日、元服。正五位下に叙位。昇殿と禁色を許される。 2月28日、侍従に任官。 月日不詳、右近衛少将に転任。 |
| 長保6年（1004年）                  | 13歳 | 1月7日、従四位下に昇叙。 1月24日、近江介を兼任。                                                         |
| 寛弘2年（1005年）                  | 14歳 | 10月22日、従四位上に昇叙。                                                                               |
| 寛弘3年（1006年）                  | 15歳 | 3月4日、従三位に昇叙。 9月22日、正三位に昇叙。                                                           |
| 寛弘4年（1007年）                  | 16歳 | 1月28日、春宮（のちの三条天皇・居貞親王）権大夫に転任。                                                  |
| 寛弘5年（1008年）                  | 17歳 | 10月16日、従二位に昇叙。                                                                                 |
| 寛弘6年（1009年）                  | 18歳 | 3月4日、権中納言に転任し、左衛門督を兼任。                                                               |
| 寛弘8年（1011年）                  | 20歳 | 6月9日、正二位に昇叙。                                                                                   |
| 長和2年（1013年）                  | 22歳 | 6月23日、権大納言に転任。                                                                                |
| 長和4年（1015年）                  | 24歳 | 10月27日、左近衛大将を兼帯。                                                                             |
| 長和5年（1016年）                  | 25歳 | 1月29日、春宮権大夫を停む。                                                                              |
| 長和6年（1017年）                  | 26歳 | 3月4日、内大臣に転任。 3月6日、左近衛大将如元。 3月16日、摂政宣下。 3月22日、左近衛大将を辞任。          |
| 寛仁3年（1019年）                  | 28歳 | 12月22日、摂政を止め、関白宣下。                                                                         |
| 寛仁5年 改元して治安元年（1021年） | 30歳 | 1月7日、従一位に昇叙。 7月25日、左大臣に転任。 8月10日、太政大臣（藤原公季）の上に列する旨の宣旨あり。   |
| 康平3年（1060年）                  | 69歳 | 7月17日、左大臣を辞す。                                                                                  |
| 康平4年（1061年）                  | 70歳 | 12月21日、太政大臣に任ず。                                                                               |
| 康平5年（1062年）                  | 71歳 | 9月2日、太政大臣を辞す。                                                                                 |
| 康平7年（1064年）                  | 73歳 | 12月13日、藤氏長者を辞す。                                                                               |
| 治暦3年（1067年）                  | 76歳 | 4月16日、関白を辞す。准三宮宣下。                                                                        |
| 延久4年（1072年）                  | 81歳 | 4月29日、出家。法名：蓮華覚、のち、寂覚                                                                  |
| 延久6年（1074年）                  | 83歳 | 2月2日、死去。                                                                                           |

## 系譜
- 父：藤原道長
- 母：源倫子 - 源雅信女
- 正室：隆姫女王 - 具平親王長女
  - 養女：藤原嫄子（1016-1039） - 敦康親王長女、後朱雀天皇中宮
- 妻：藤原永頼の四女[注釈 3] - 藤原彰子女房
- 妻：対の君 - 源憲定女
  - 長男：藤原通房（1025-1044）
- 妻：藤原祇子 - 藤原頼成女[注釈 4]
  - 次男：橘俊綱（1028-1094） - 橘俊遠の養子
  - 三男：覚円（1031-1098） - 天台座主第34世、法勝寺初代別当
  - 四男：藤原定綱（1032-1092） - 藤原経家の養子。
  - 五男：藤原忠綱（?-1084） - 藤原信家の養子
  - 長女：藤原寛子（1036-1127） - 後冷泉天皇皇后
  - 六男：藤原師実（1042-1101）
  - 次女：源経長室（?-1055）[10]

なお、正室・隆姫の実弟源師房を養子もしくは猶子として後にその子である源俊房・仁覚兄弟をも養子にしている。また、弟・教通の子である信家を養子として後に自分の実子である忠綱をその養子とした。師房と信家は実際に頼通の元で育てられている。更に弟・頼宗の子である俊家と源俊賢の子である顕基をそれぞれの元服時に養子としている。また、『小右記』などによれば妹の嬉子を養女とした事が記されているが、これは彼女が東宮敦良親王の元に入内したときに父親である道長が既に出家していた事を憚ったからであると言われている。

## 関連作品
映画
- 『月下の若武者』（日活、1957年）演：清水将夫

テレビドラマ
- 『炎立つ』（NHK大河ドラマ、1993年7月 - 1994年3月）演：森塚敏
- 『光る君へ』（NHK大河ドラマ、2024年）演：小林篤弘→三浦綺羅→大野遥斗→渡邊圭祐[11]